# Eldorado (Texas)
Eldorado és una població dels Estats Units a l'estat de Texas. Segons el cens del 2000 tenia 1.951 habitants.

## Demografia
Segons el cens del 2000, Eldorado tenia 1.951 habitants, 712 habitatges, i 513 famílies. La densitat de població era de 541,9 habitants per km².
Dels 712 habitatges en un 37,9% hi vivien nens de menys de 18 anys, en un 58,7% hi vivien parelles casades, en un 10% dones solteres, i en un 27,9% no eren unitats familiars. En el 26,3% dels habitatges hi vivien persones soles el 13,1% de les quals corresponia a persones de 65 anys o més que vivien soles. El nombre mitjà de persones vivint en cada habitatge era de 2,67 i el nombre mitjà de persones que vivien en cada família era de 3,26.
Per edats la població es repartia de la següent manera: un 30,4% tenia menys de 18 anys, un 7,7% entre 18 i 24, un 24,7% entre 25 i 44, un 21,3% de 45 a 60 i un 16% 65 anys o més.
L'edat mediana era de 36 anys. Per cada 100 dones de 18 o més anys hi havia 89,4 homes.
La renda mediana per habitatge era de 27.682 $ i la renda mediana per família de 30.781 $. Els homes tenien una renda mediana de 26.172 $ mentre que les dones 18.750 $. La renda per capita de la població era de 12.994 $. Aproximadament el 20,8% de les famílies i el 26,1% de la població estaven per davall del llindar de pobresa.

## Poblacions més properes
El següent diagrama mostra les poblacions més properes.